# Homolochunia kullar
Homolochunia kullar is een krabbensoort uit de familie van de Homolidae. De wetenschappelijke naam van de soort is voor het eerst geldig gepubliceerd in 1976 door Griffin & Brown.